# النهود

موقع النهود/ خريطة السودان

النهود هي بلدة في صحراء وسط السودان، الواقعة في غرب كردفان بعد انفصال الجنوب، وسكانها من العرب الرحل وغالبيتهم من قبيلة حمر (وهي قبيلة هاجرت من الجزيرة العربية عن طريق تونس الخضراء ثم توجهوا إلى ليبيا ثم المغرب، وتوجد قبائلهم إلى الآن في شبه الجزيرة العربية ودول المغرب العربي وفي مصر، وينسب حمر انفسهم حسب الوثيقة الموجودة في المتحف القومي إلى أنهم قبيلة قرشية هاشمية ينسبون لجدهم الأحمر الذي يجتمع في نسبه مع الرفاعيين والعركيين في حمد الأحمد بن درق بن حسن المعارك بن محمد دشم بن حسن بن حمد بدر بن رافع بن عامر بن الحسين بن بن عبدالله بن ابراهيم بن موسى الكاظم بن جعفر الصادق بن محمد بن زين العابدين بن الحسين بن علي بن أبي طالب وأمه فاطمة الزهراء بنت رسول الله صل الله عليه وسلم)، كما أن القبيلة قد تعايشت منذ الأزل مع عدد من القبائل الأخرى التي سكنت مدينة النهود كالبديرية والجوامعة والمناصير والنوبة وبني عمران.
في عام 2021 انهار منجم دارسايا للذهب في المدينة مما أدى إلى مقتل 38 شخصًا على الأقل.

## المناخ
| البيانات المناخية لـالنهود (1961–1990, extremes 1911–present) | البيانات المناخية لـالنهود (1961–1990, extremes 1911–present) | البيانات المناخية لـالنهود (1961–1990, extremes 1911–present) | البيانات المناخية لـالنهود (1961–1990, extremes 1911–present) | البيانات المناخية لـالنهود (1961–1990, extremes 1911–present) | البيانات المناخية لـالنهود (1961–1990, extremes 1911–present) | البيانات المناخية لـالنهود (1961–1990, extremes 1911–present) | البيانات المناخية لـالنهود (1961–1990, extremes 1911–present) | البيانات المناخية لـالنهود (1961–1990, extremes 1911–present) | البيانات المناخية لـالنهود (1961–1990, extremes 1911–present) | البيانات المناخية لـالنهود (1961–1990, extremes 1911–present) | البيانات المناخية لـالنهود (1961–1990, extremes 1911–present) | البيانات المناخية لـالنهود (1961–1990, extremes 1911–present) | البيانات المناخية لـالنهود (1961–1990, extremes 1911–present) |
| الشهر                                                         | يناير                                                         | فبراير                                                        | مارس                                                          | أبريل                                                         | مايو                                                          | يونيو                                                         | يوليو                                                         | أغسطس                                                         | سبتمبر                                                        | أكتوبر                                                        | نوفمبر                                                        | ديسمبر                                                        | المعدل السنوي                                                 |
| ------------------------------------------------------------- | ------------------------------------------------------------- | ------------------------------------------------------------- | ------------------------------------------------------------- | ------------------------------------------------------------- | ------------------------------------------------------------- | ------------------------------------------------------------- | ------------------------------------------------------------- | ------------------------------------------------------------- | ------------------------------------------------------------- | ------------------------------------------------------------- | ------------------------------------------------------------- | ------------------------------------------------------------- | ------------------------------------------------------------- |
| الدرجة القصوى °م (°ف)                                         | 43.0 (109.4)                                                  | 42.5 (108.5)                                                  | 44.4 (111.9)                                                  | 45.0 (113.0)                                                  | 46.0 (114.8)                                                  | 43.3 (109.9)                                                  | 41.2 (106.2)                                                  | 40.0 (104.0)                                                  | 41.0 (105.8)                                                  | 42.0 (107.6)                                                  | 41.5 (106.7)                                                  | 39.5 (103.1)                                                  | 46.0 (114.8)                                                  |
| متوسط درجة الحرارة الكبرى °م (°ف)                             | 31.1 (88.0)                                                   | 33.6 (92.5)                                                   | 36.6 (97.9)                                                   | 39.4 (102.9)                                                  | 39.6 (103.3)                                                  | 37.4 (99.3)                                                   | 33.7 (92.7)                                                   | 32.9 (91.2)                                                   | 34.8 (94.6)                                                   | 36.9 (98.4)                                                   | 34.5 (94.1)                                                   | 31.5 (88.7)                                                   | 35.2 (95.4)                                                   |
| المتوسط اليومي °م (°ف)                                        | 22.1 (71.8)                                                   | 24.3 (75.7)                                                   | 27.7 (81.9)                                                   | 30.4 (86.7)                                                   | 31.7 (89.1)                                                   | 30.7 (87.3)                                                   | 28.4 (83.1)                                                   | 27.7 (81.9)                                                   | 28.6 (83.5)                                                   | 29.2 (84.6)                                                   | 25.9 (78.6)                                                   | 22.7 (72.9)                                                   | 27.5 (81.5)                                                   |
| متوسط درجة الحرارة الصغرى °م (°ف)                             | 13.2 (55.8)                                                   | 14.9 (58.8)                                                   | 18.8 (65.8)                                                   | 21.4 (70.5)                                                   | 23.7 (74.7)                                                   | 23.9 (75.0)                                                   | 23.1 (73.6)                                                   | 22.6 (72.7)                                                   | 22.4 (72.3)                                                   | 21.5 (70.7)                                                   | 17.4 (63.3)                                                   | 13.9 (57.0)                                                   | 19.7 (67.5)                                                   |
| أدنى درجة حرارة °م (°ف)                                       | 5.8 (42.4)                                                    | 6.5 (43.7)                                                    | 10.2 (50.4)                                                   | 11.0 (51.8)                                                   | 16.4 (61.5)                                                   | 14.6 (58.3)                                                   | 18.2 (64.8)                                                   | 18.0 (64.4)                                                   | 18.5 (65.3)                                                   | 12.9 (55.2)                                                   | 7.8 (46.0)                                                    | 6.4 (43.5)                                                    | 5.8 (42.4)                                                    |
| الهطول مم (إنش)                                               | 0.0 (0.0)                                                     | 0.0 (0.0)                                                     | 0.5 (0.02)                                                    | 1.7 (0.07)                                                    | 10.1 (0.40)                                                   | 45.7 (1.80)                                                   | 105.0 (4.13)                                                  | 115.3 (4.54)                                                  | 44.3 (1.74)                                                   | 13.3 (0.52)                                                   | 0.0 (0.0)                                                     | 0.0 (0.0)                                                     | 335.9 (13.22)                                                 |
| متوسط أيام هطول الأمطار (≥ 0.1 mm)                            | 0.0                                                           | 0.0                                                           | 0.1                                                           | 0.6                                                           | 1.8                                                           | 5.3                                                           | 9.8                                                           | 11.3                                                          | 7.2                                                           | 2.4                                                           | 0.0                                                           | 0.0                                                           | 38.5                                                          |
| متوسط الرطوبة النسبية (%)                                     | 20                                                            | 16                                                            | 14                                                            | 16                                                            | 29                                                            | 42                                                            | 59                                                            | 68                                                            | 62                                                            | 38                                                            | 23                                                            | 24                                                            | 34.2                                                          |
| ساعات سطوع الشمس الشهرية                                      | 310.0                                                         | 288.4                                                         | 300.7                                                         | 303.0                                                         | 294.5                                                         | 255.0                                                         | 226.3                                                         | 229.4                                                         | 243.0                                                         | 288.3                                                         | 312.0                                                         | 322.4                                                         | 3٬373                                                         |
| نسبة وصول أشعة الشمس                                          | 89                                                            | 87                                                            | 81                                                            | 82                                                            | 76                                                            | 68                                                            | 58                                                            | 58                                                            | 68                                                            | 80                                                            | 91                                                            | 92                                                            | 77                                                            |
| المصدر #1: NOAA                                               |                                                               |                                                               |                                                               |                                                               |                                                               |                                                               |                                                               |                                                               |                                                               |                                                               |                                                               |                                                               |                                                               |
| المصدر #2: Meteo Climat (record highs and lows)               |                                                               |                                                               |                                                               |                                                               |                                                               |                                                               |                                                               |                                                               |                                                               |                                                               |                                                               |                                                               |                                                               |